# HU-210
L'HU-210 è un cannabinoide sintetico messo a punto nel 1988 dal gruppo del prof. Raphael Mechoulam della Università Ebraica di Gerusalemme.
Un lavoro pubblicato nel 2005 sul Journal Of Clinical Investigation (vedi bibliografia), mostra che l'HU-210 stimola la neurogenesi  delle cellule nervose dell'ippocampo, esercitando un effetto ansiolitico e antidepressivo.